# Lymantria tsushimensis
Lymantria tsushimensis är en fjärilsart som beskrevs av Inoue 1956. Lymantria tsushimensis ingår i släktet Lymantria och familjen tofsspinnare. Inga underarter finns listade i Catalogue of Life.